# Кэмдин
Кэмдин — посёлок в составе городского округа Ухта Республики Коми.

## Географическое положение
Посёлок расположен в 54 километрах на юго-восток от города Ухта. В северо-восточной части поселка протекает река Ижма, через посёлок и вдоль северной границы протекает река Лѐккем, отделяющая жилые территории поселка от производственных.

## Климат
Климат умеренно-континентальный с коротким прохладным летом и продолжительной морозной зимой. Климат формируется вблизи северных морей в условиях малого количества солнечной радиации и под воздействием интенсивного западного переноса. Особенностью климата является формирование неблагоприятных условий проживания, строительства и эксплуатации инженерных сооружений в зимний период. Зима длится 6 месяцев с октября по апрель. Преобладает устойчивая морозная погода с частыми снегопадами и метелями. Средняя температура января — 17,3ºС. Абсолютная минимальная температура воздуха (-49)ºС. Лето длится три месяца с июня по август с преимущественно прохладной и пасмурной погодой. В течение всего лета возможны заморозки, а также периоды засушливой, жаркой погоды. Средняя температура июля +12,1ºС. Абсолютный максимум равен +35ºС.

## История
Посёлок возник в 1934 году, первоначально именовался Рудник или Асфальтитовый Рудник, с 1976 года — Кемдин. Асфальтит добывался с глубины до 25 метров. На руднике работали заключенные отдельного лагерного пункта № 5 (ОЛП-5) Ухтижемлага. В мае 1968 года асфальтитовый рудник ликвидировали, затопили. Оставшееся население занималось сельским хозяйством и лесозаготовками. Посёлок Кэмдин — единственный из лагерных поселков в Ухтинском районе, до недавнего времени сохранявший свой первозданный облик.

## Население
| 2010 |
| ---- |
| 302  |

Постоянное население 312 человек (2002), в том числе русские 59 %, коми 26 %.